# 時代広場駅 (蘇州市)
時代広場駅（じだいひろばえき）は中華人民共和国江蘇省蘇州市蘇州工業園区に位置する蘇州地下鉄1号線及び8号線の駅。

「時代广场」はタイムズスクエアを意訳した中国語であり、これは駅近くに位置する円融時代広場が由来となっている。

## 歴史
- 2012年4月28日：1号線の駅として開業[1]。
- 2024年9月10日：8号線の開業により、乗り換え駅となる[2]。

## 駅周辺
- 円融時代広場（中国語版）
- 久光百貨蘇州店
- 円融天幕
- 蘇州摩天輪楽園（中国語版）
- 蘇州新光天地(新光三越蘇州店)

## 隣の駅
蘇州地下鉄
■1号線
文化博覧中心駅 - 時代広場駅 - 星湖街駅
■8号線
華池浜駅 - 時代広場駅 - 蘇州当代美術館駅